# Wilma van Velsen
Wilma van Velsen (n. 22 aprilie 1964, Tiel, Gelderland, Țările de Jos) este o înotătoare ce a reprezentat Regatul Țărilor de Jos, medaliată olimpică. A participat la 2 ediții ale Jocurilor Olimpice (1980, 1984) în care a câștigat o medalie de bronz.